# المتدرب الطيب (رواية)
المتدرب الطيب (بالإنجليزية: The Good Apprentice)‏ هي رواية للكاتبة البريطانية آيريس مردوك، نشرت عام 1985م، لأول مرة عن دار نشر تشاتو آند ويندوس.